# هايدن بانتير

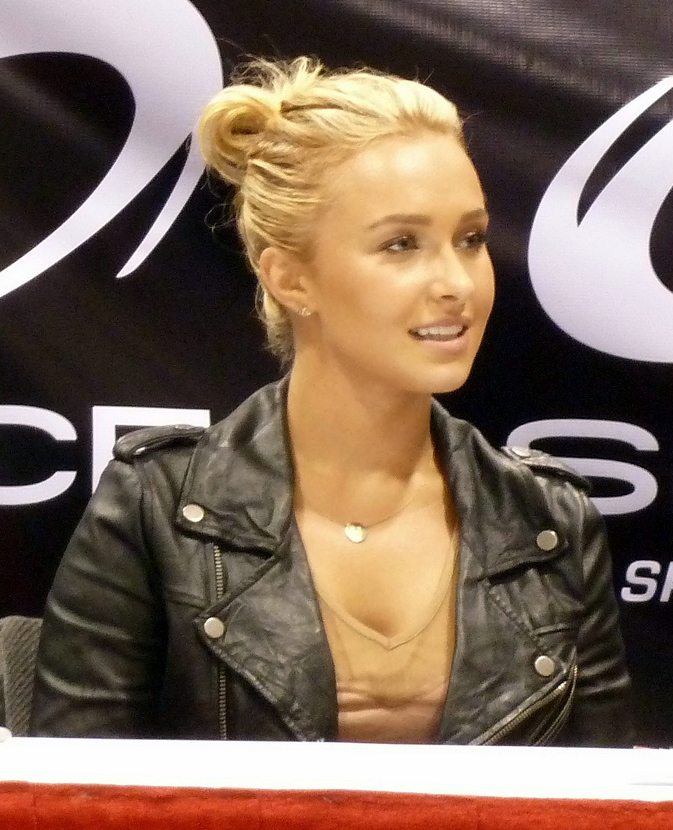
هايدن بانتير في مؤتمر

هايدن بانتير (بالإنجليزية: Hayden Panettiere)‏ ممثلة ومغنية أمريكية من مواليد 21 اغسطس 1989 في ولاية نيويورك، اشتهرت بدورها في مسلسل هيروز وكان سبب نجاحها. حصلت على جائزة زحل عام 2006 لأفضل ممثلة في دور مساند عن دورها في المسلسل، وحصلت أيضا على جائزة أفضل ممثلة شابة في جوائز اختيار المراهقين .

## طفولتها
ولدت هايدن بانتير وترعرعت في نيويورك وهي ابنة ليزلي فوجل، ممثلة صابون اوبرا سابقا. ترجع من أصول إيطالية وإنجليزية . بعد دراستها المرحلة الابتدائية في نيويورك تلقت تعليمها في المنزل من الصف 9 حتى تخرجها، وأجلت هايدن بانتير التعليم العالي لصالح مهنة التمثيل.

## الحياة المهنية

### التمثيل

#### التلفاز
ظهرت بانتير لأول مرة في الإعلانات التجارية في عمر أحد عشر شهرًا، بداية بإعلان عن لعبة قطار بلايسكول. وحصلت على دور سارة روبرتس في مسلسل حياة واحدة للعيش على إيه بي سي من عام 1994 حتى عام 1997، والذي أعقبته ليزي سبولدينغ في مسلسل غايدنغ لايت في سي بي إس في عام 1996، ومرة أخرى من عام 1997 إلى عام 2000. شخصية ليزي قاتلت ابيضاض الدم. ومنحتها جمعية سرطان الدم والليمفوما جائزة التقدير الخاصة لجذب انتباه المشاهدين أثناء النهار إلى المرض، ولتحسين الوعي الوطني.

## السيرة الفنية

### أفلام
| السنة | العنوان             | الدور        |
| ----- | ------------------- | ------------ |
| 1998  | حياة حشرة           | دوت          |
| 2000  | ديناصور             | سوري         |
| 2000  | تذكر الجبابرة       | شيرلي يوست   |
| 2001  | جو شخص ما           | ناتالي شيفر  |
| 2002  | قضية القلادة        |              |
| 2004  | مصنع الغبار         | ميليني لويس  |
| 2004  | هيلين الصاعدة       | اودري ديفيس  |
| 2005  | سباق الشرائط        |              |
| 2005  | أميرة الثلج         | جينيفر       |
| 2006  | اجلبه: الكل أو لاشي | بريتني الن   |
| 2006  | المهندس المعماري    | كريستينا     |
| 2007  | قبلة شنغهاي         |              |
| 2008  | سكوبي دو            | الاميره ويلو |
| 2008  | الخنافس في الحديقة  | جين لورنس    |
| 2009  | أحبك بيث كوبر       | بيث كوبر     |
| 2010  | ألفا وأوميجا        | كيت          |
| 2011  | سكريم 4             | كيربي ريد    |
| 2012  | المزور              | امبر         |

### مسلسلات
| السنة | العنوان          | الدور |
| ----- | ---------------- | ----- |
|       | فلمور            |       |
|       | حياة واحدة للعيش |       |
|       | آلي مكبيل        |       |
|       | مالكوم في الوسط  |       |
| 2007  | هيروز            |       |

### ألعاب
- المملكة هارتس II
- أنتل داون (الدور: سام)

## الحياة الشخصية
هايدن واعدت ميلو فينتميليا زميلها في سلسلة هيروز من ديسمبر 2007 حتى فبراير 2009 . بعد انفصالها من الممثل قابلت بطل الملاكمة السابق في الوزن الثقيل فلاديمير كليتشكو في حفل إطلاق الكتاب "Room 23"، وسرعان ما بدأت تواعد الملاكم، واستمرت علاقتهما حتى 2011 حين أعلنت أنها قد انفصلت وديا معه بسبب المسافات الطويلة بينهم. في مقابلة أجرتها هايدن عام 2013 أعلنت أنها استأنفت العلاقة الرومنسية مع فلاديمير، وفي أكتوبر من نفس السنة أعلنت عن خطبتها. في ديسمبر 2014 أنجبت إبنتها كايا إيفدوكيا كليتشكو. 

## الجوائز
| العام                                           | الجائزة                | فئة الجائزة                                                              | النتائج |
| ----------------------------------------------- | ---------------------- | ------------------------------------------------------------------------ | ------- |
| رابطة هوليوود للصحافة الأجنبية                  |                        |                                                                          |         |
| 2013                                            | جائزة الكرة الذهبية    | أفضل ممثلة مساعدة في سلسلة أوفيلم تلفزيوني عن دورها في مسلسل ناشفيل      | ترشحت   |
| 2014                                            | Golden Globes          | أفضل ممثلة مساعدة في سلسلة أوفيلم تلفزيوني عن دورها في مسلسل ناشفيل      | ترشحت   |

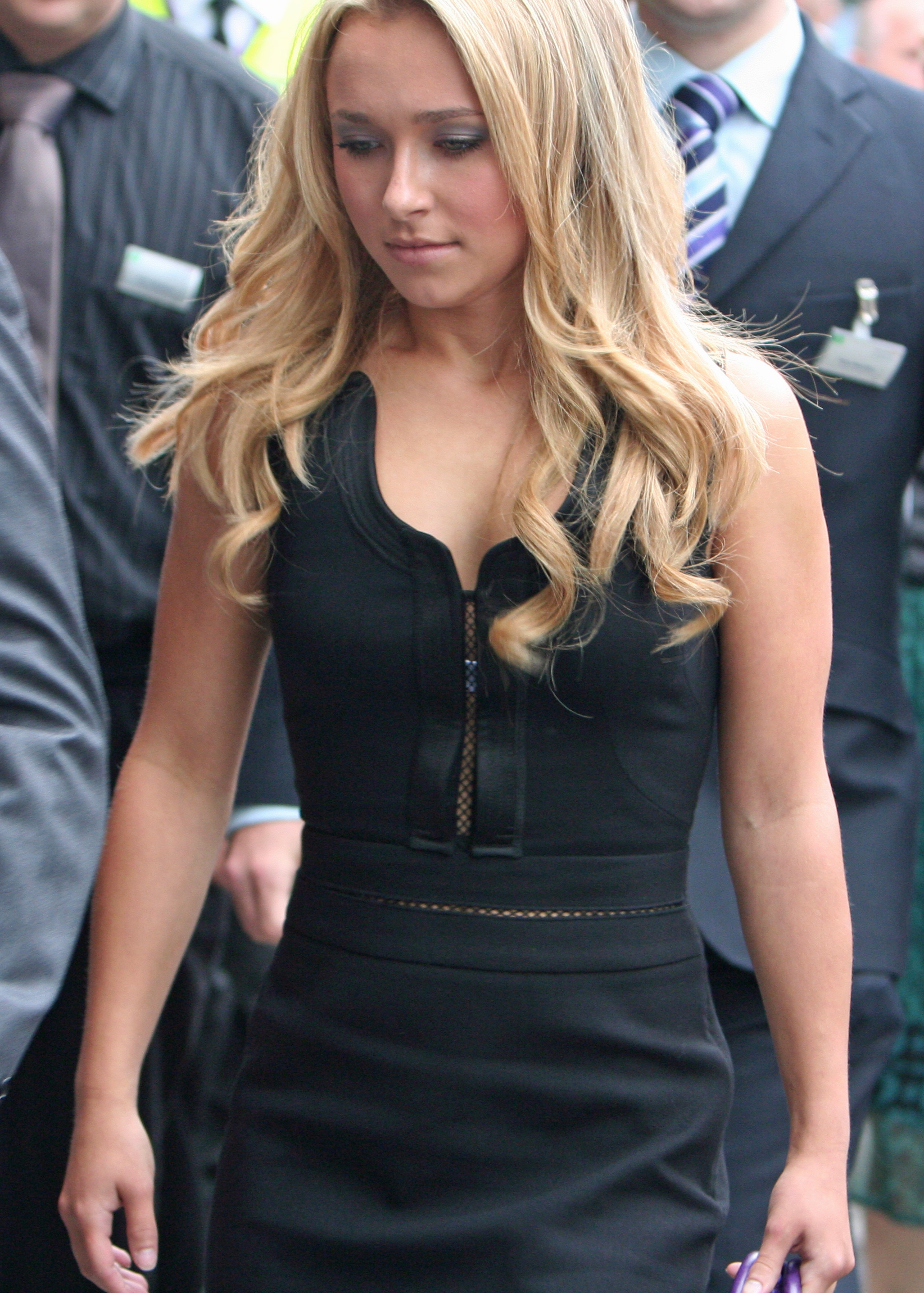

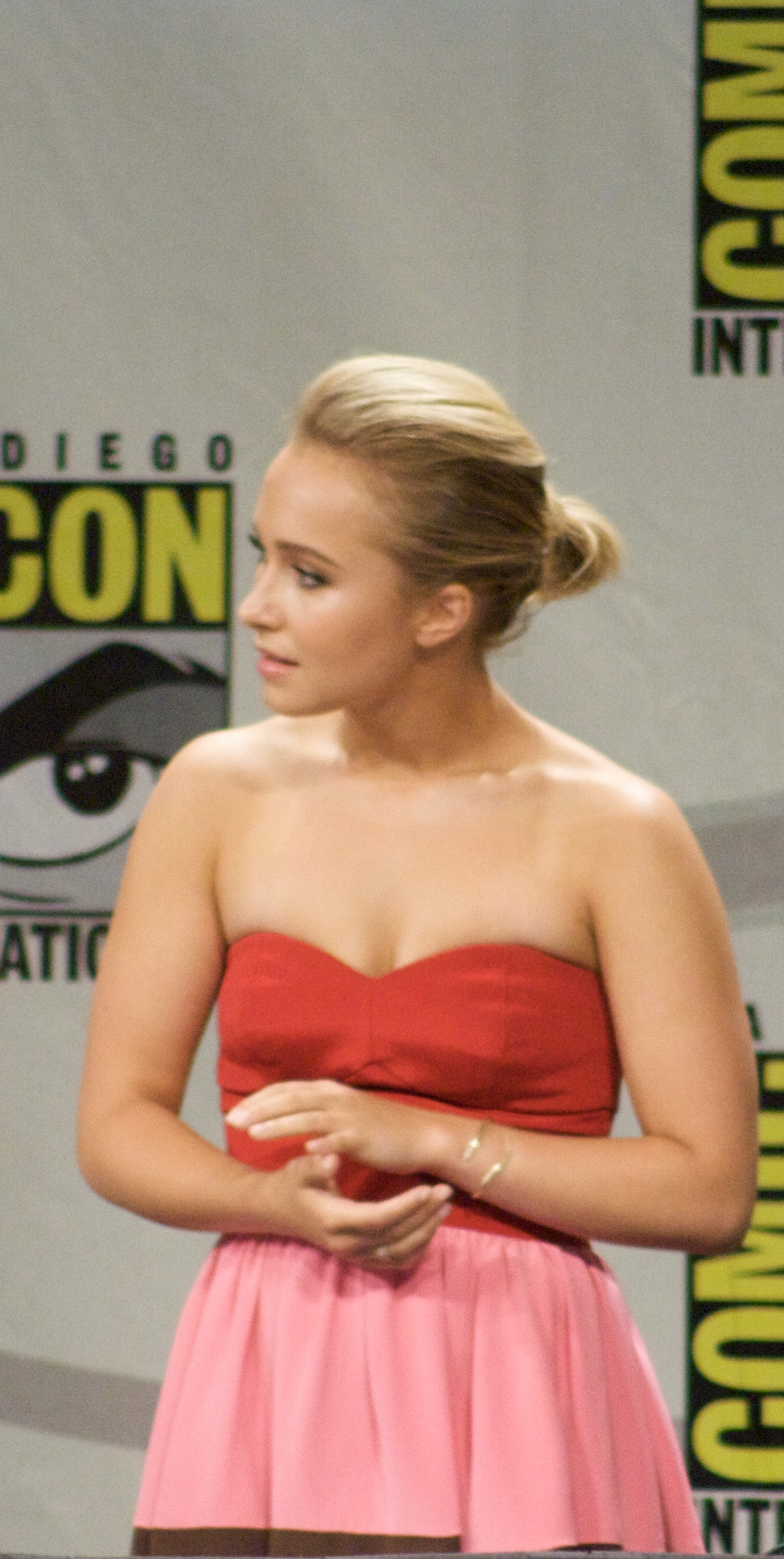
هايدن بانتير في معرض كوميك كون

| أكاديمية أفلام الخيال العلمى والفانتازيا والرعب |                        |                                                                          |         |
| 2007                                            | جائزة زحل              | أفضل أداء لممثلة مساندة في التلفاز عن دورها في هيروز                     | فازت    |
| 2008                                            | جائزة زحل              | أفضل أداء لممثلة مساندة في التلفاز عن دورها في هيروز                     | ترشحت   |
| 2009                                            | جائزة زحل              | أفضل أداء لممثلة مساندة في التلفاز عن دورها في هيروز                     | ترشحت   |
| 2010                                            | جائزة زحل              | أفضل أداء لممثلة مساندة في التلفاز عن دورها في هيروز                     | ترشحت   |
| أكاديمية الصحافة الدولية                        |                        |                                                                          |         |
| 2012                                            | جائزة القمر الصناعي    | أفضل ممثلة في سلسلة درامية عن دورها في ناشفيل                            | ترشحت   |
| جمعية الفنان الشاب                              |                        |                                                                          |         |
| 1999                                            | جائزة الفنان الصغير    | أفضل أداء لتمثيل صوتي عن دورها في فيلم حياة حشرة                         | ترشحت   |
| 2000                                            | جائزة الفنان الصغير    | أفضل أداء في فيلم تلفزيوني لممثلة تحت العاشرة عن دورها في If You Believe | ترشحت   |
| 2001                                            | جائزة الفنان الصغير    | أفضل ممثلة مساندة في فيلم عن دورها في تذكر الجبابرة                      | فازت    |
| 2002                                            | جائزة الفنان الصغير    | أفضل أداء رئيسي لممثلة شابة عن دورها في فيلم Joe Somebody                | ترشحت   |
| 2005                                            | جائزة الفنان الصغير    | أفضل أداء رئيسي في فيلم تلفزيوني أو سلسلة قصيرة عن دورها في Tiger Cruise | ترشحت   |
| 2007                                            | جائزة الفنان الصغير    | أفضل ممثلة مساندة في مسلسل عن دورها في هيروز                             | فازت    |
| جائزة المراهقين على شبكة فوكس                   |                        |                                                                          |         |
| 2007                                            | جائزة اختيار المراهقين | أفضل ممثلة صاعدة عن دورها في هيروز                                       | ترشحت   |
| 2007                                            | جائزة اختيار المراهقين | أفضل ممثلة دراما في التلفاز عن دورها في هيروز                            | فازت    |
| 2008                                            | جائزة اختيار المراهقين | أفضل ممثلة اكشن في التلفاز عن دورها في هيروز                             | فازت    |
| 2009                                            | جائزة اختيار المراهقين | أفضل ممثلة في فيلم صيفي عن دورها في أحبك بيث كوبر                        | ترشحت   |
| 2013                                            | جائزة اختيار المراهقين | أفضل ممثلة دراما في التلفاز عن دورها في ناشفيل                           | ترشحت   |

## وصلات خارجية
- هايدن بانتير على موقع IMDb (الإنجليزية)
- هايدن بانتير على موقع ميتاكريتيك (الإنجليزية)
- هايدن بانتير على موقع روتن توميتوز (الإنجليزية)
- هايدن بانتير على موقع قاعدة بيانات الأفلام العربية
- هايدن بانتير على موقع ألو سيني (الفرنسية)
- هايدن بانتير على موقع ميوزك برينز (الإنجليزية)
- هايدن بانتير على موقع تيرنر كلاسيك موفيز (الإنجليزية)
- هايدن بانتير على موقع أول موفي (الإنجليزية)
- هايدن بانتير على موقع بوكس أوفيس موجو (الإنجليزية)
- هايدن بانتير على موقع قاعدة بيانات الأفلام السويدية (السويدية)